# Jomala
Jomala is een gemeente van de autonome Finse eilandengroep Åland, gelegen in de Oostzee.
De gemeente ligt aan de zuidzijde van het hoofdeiland van Åland en wordt begrensd door Hammarland (noordwest), Finström (noord), Lemland (zuidoost) en de hoofdstad van Åland: Mariehamn (zuid). Aan de oostzijde ligt Jomala aan Lumparn; aan de zuidzijde strekt de Oostzee zich uit.
Het oppervlak van de gemeente is 687 km², waarvan 142,65 km² land; de overige oppervlakte is zee.
De gemeente telt 32 dorpjes en buurtschappen. De hoofdplaats heet Jomalaby ("Jomala-dorp"). Daar bevinden zich het gemeentehuis, een middelbare school, een sporthal (Vikingahallen), een bibliotheek en de kerk. Het aantal inwoners bedraagt 5.610 (2022). De officiële voertaal is - zoals in heel Åland - Zweeds.

## Geschiedenis
De naam van de gemeente is mogelijk afgeleid van de naam van een vikinggod 'Jom'. Het achtervoegsel '-ala' betekent 'plaats'. Het zou dus zoveel kunnen betekenen als 'plaats waar Jom wordt geëerd'.
De oudste tekenen van bewoning van dit gebied dateren van 2000 voor Christus. Jettböle is een van de bekendste prehistorische plaatsen. Een vermeldenswaardige plaats uit de tijd van de Vikingen is het fort Borgberget.
Voordat de stad Mariehamn in 1861 werd gesticht, hoorde dat schiereiland ook tot de gemeente Jomala.
Doordat Mariehamn groeide en maar naar één richting kon uitbreiden, is in 1961 een deel van Jomala bij de gemeente Mariehamn getrokken.

## Infrastructuur en economie

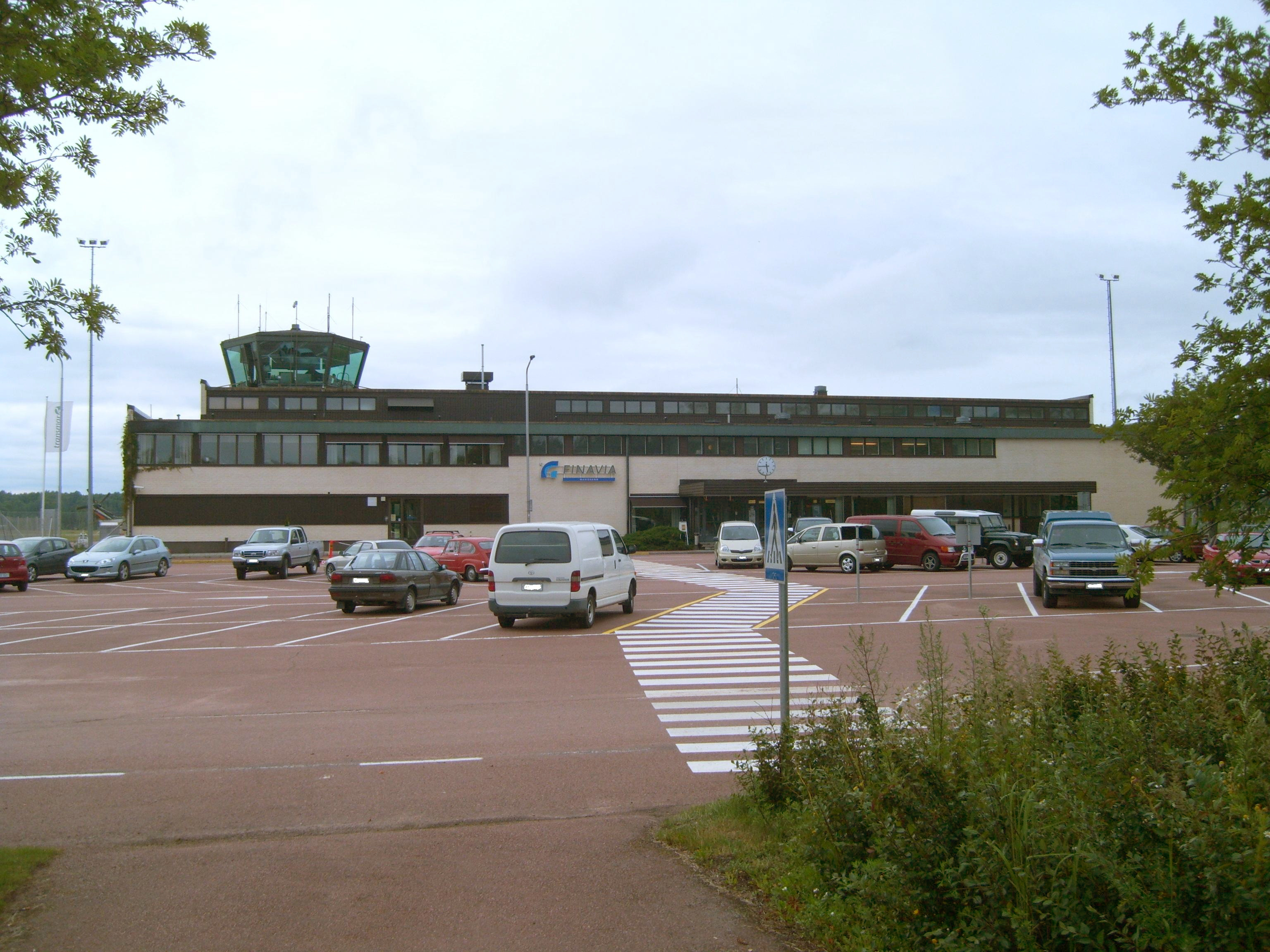
Luchthaven Mariehamn

Door de centrale ligging beschikt de gemeente over uitstekende verbindingen. Het internationale vliegveld van Åland: luchthaven Mariehamn, ligt in deze gemeente.
De meerderheid van de inwoners is forens en werkt in Mariehamn.

## Bezienswaardigheden en natuur

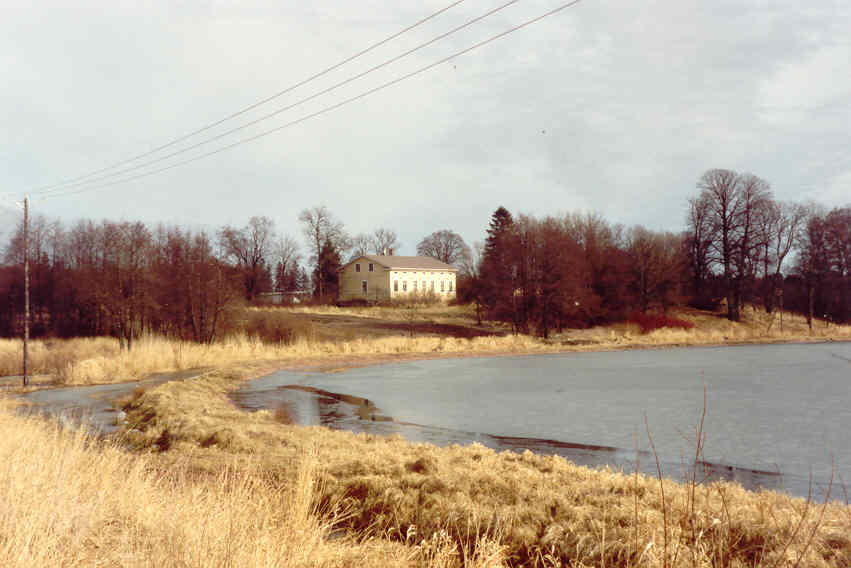
De pastorie van Jomala, gebouwd in art-nouveaustijl, gezien vanaf het Dalkarbymeer.

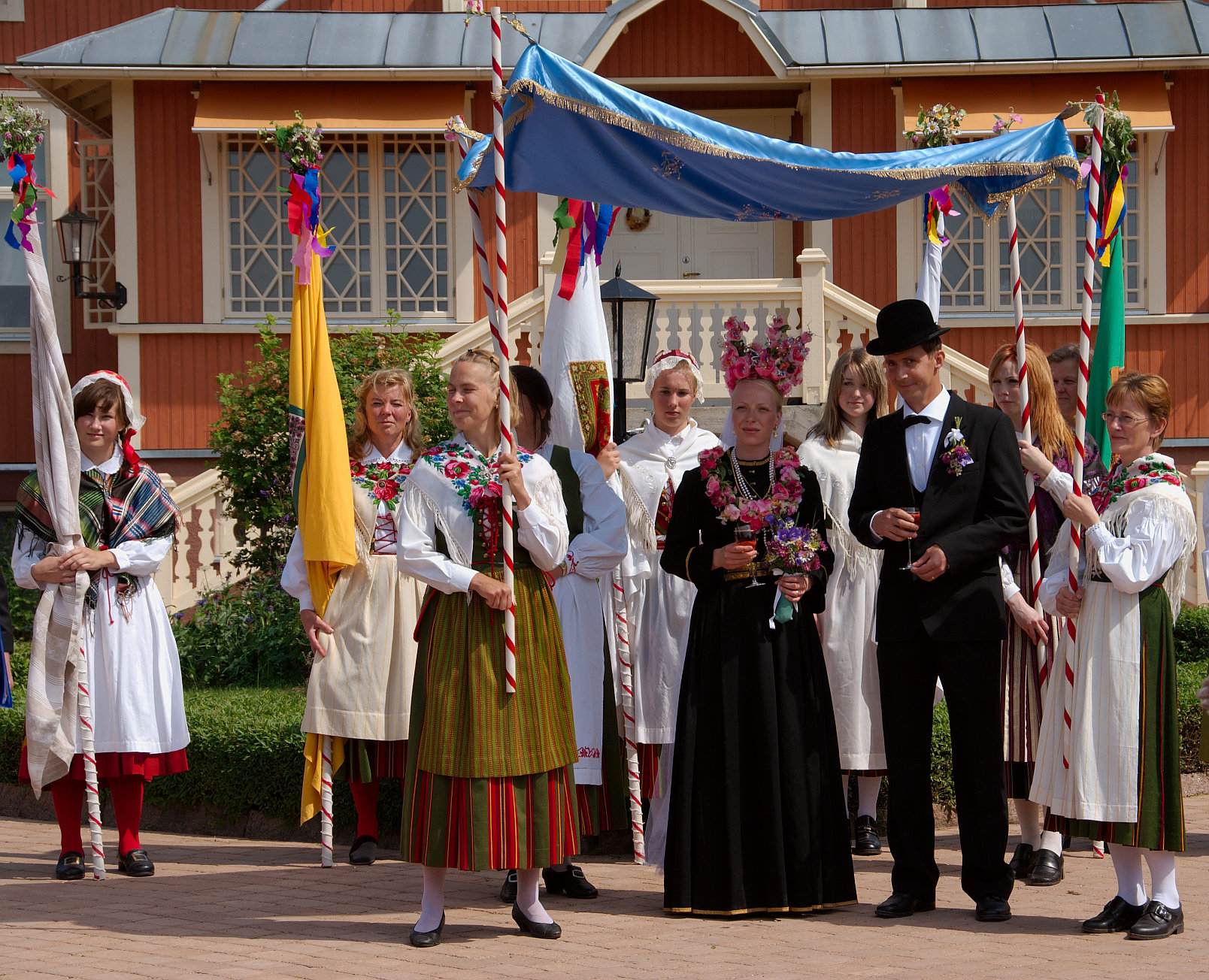
Boerenbruiloft in Jomala

- Ingbyberget is een 70 meter hoge berg die op een geologische breuklijn ligt. Op de top staat een uitkijktoren. Er zijn grafheuvels uit de bronstijd en via een korte klauterwandeling vanaf een parkeerplaats langs Huvudväg 2 is de Trollkyrkan ('trollenkerk') te bereiken: een 11 meter diepe kloof, die volgens de legende bewoond werd door een oude vrouw en haar koe tijdens de Grote Noordse Oorlog (1714-1721), toen Åland werd bezet door Russische troepen.
- Voor wandelaars en natuurliefhebbers is Ramsholmens naturreservat een bezoek waard: een bloemenparadijs met bijzondere planten zoals wilde knoflook en orchideeën.
- Er loopt door Jomala, Finström en Hammarland een wandelpad van 40 km, met onderweg verschillende overnachtingsmogelijkheden en eetgelegenheden.
- De kerk van Jomala is de oudste stenen kerk van Åland. De oudste delen dateren uit de 12e eeuw. De toren is 52 meter hoog. De kerk is gewijd aan de beschermheilige van Åland: Olav de Heilige van Noorwegen.
- De Kungsö-kustbatterij is een van de tien kustbatterijen die de Russen bouwden in de Eerste Wereldoorlog, in 1916. Ze is gebouwd op 32 meter boven zeeniveau, op het hoogste punt van Dalsberg. Finse, Zweedse en Duitse troepen vielen ze in 1918 binnen. Een jaar later werd ze door Finnen ontmanteld. De houten uitkijktoren werd gereconstrueerd en is toegankelijk voor het publiek.
- In Önningeby is een klein kunst- en cultuurhistorisch museum. Het is gevestigd in een unieke stenen schuur uit 1869. Het museum toont kunstwerken van de kring rond de bekende kunstschilder Victor Westerholm (1860-1919), die hier een kunstenaarskolonie stichtte. Elke zomer zijn er wisselende exposities van kunstenaars uit deze kolonie.

## Geboren
- Janne Holmén (1977), marathonloper